# Rierguscha florida
Rierguscha florida är en skalbaggsart som beskrevs av Dilma Solange Napp och Martins 2006. Rierguscha florida ingår i släktet Rierguscha och familjen långhorningar. Inga underarter finns listade i Catalogue of Life.